# Zarządzanie międzykulturowe
Zarządzanie międzykulturowe – zarządzanie międzykulturowe jest stosowane w organizacjach, gdzie pojawiają się ludzie wywodzący z różnych grup etnicznych, z innymi korzeniami, ale mieszkający w tym samym społeczeństwie. Polega ono na uwzględnianiu inności kulturowej jako czynnika wpływającego na sposób funkcjonowania organizacji i tworzących ją ludzi. Zarządzanie międzykulturowe opiera się na założeniu, że kultura wpływa na normy i wartości, postawy i zachowania uczestników organizacji.
A.K. Koźmiński określa zarządzanie międzykulturowe mianem „operacji na kulturze”, polegającej na podejmowaniu działań w sferze społecznej organizacji oraz w świadomym dążeniu do zmiany jej struktury, aby mogła ona radzić sobie z wielokulturowością.
M. Rozkwitalska określa, że „zarządzanie międzykulturowe koncentruje się na zagadnieniach organizacyjnych w układach międzynarodowych oraz interakcjach wielonarodowej społeczności pracowników”.
Kultura organizacyjna jest mocno związana z kulturą narodową danego kraju. Realnie rzadko można się spotkać z jednym rodzajem kultury, zazwyczaj jest to typ mieszany.
Wielokulturowość ma wpływ na następujące aspekty funkcjonowania przedsiębiorstw międzynarodowych:
- transfer technologii i metody zarządzania produkcją
- rozpowszechnianie innowacji wewnątrz organizacji
- relacje pomiędzy centralą, a zagranicznymi filiami (decyzyjność w ramach filii danej firmy w kraju w którym występuje)
- relacje międzyludzkie
- zarządzanie zasobami ludzkimi wewnątrz firmy
- sposób prowadzenia negocjacji

Współpraca w firmach wielokulturowych przebiega łatwiej, gdy współpracujące ze sobą jednostki (filie) położone są w krajach stosunkowo bliskich kulturowo, tzn. o podobnym systemie norm i wartości, języku i religii. Jednocześnie też bliskość kulturowa ma bezpośredni wpływ na przyznawanie filiom większej autonomii. Z kolei współpraca pomiędzy jednostkami położonymi w krajach odległych kulturowo pociąga za sobą dodatkowe koszty. W skrajnym przypadku może ona być źródłem konfliktów bądź braku porozumienia układających się stron
Uznaje się, że Stany Zjednoczone i Japonia wywarły największy wpływ na kształt współczesnych wzorców kultury korporacyjnej w wielu krajach.
Głównym wyznacznikiem, odróżniającym japońską kulturę organizacyjną od europejskiej i amerykańskiej jest japoński sposób podejmowania decyzji na drodze porozumienia. M.Y. Yoshimo uważa, że efektywność japońskiego systemu zarządzania jest wynikiem jego zgodności z kulturą narodu. Podstawami japońskiego systemu zarządzania są bowiem:
- działanie w ramach grupy – jednostka może rozwijać się i działać tylko w grupie, która jest oparciem dla jednostki;
- lojalność i odpowiedzialność – zwierzchnicy są moralnie odpowiedzialni za osoby im podporządkowane.

Japońską kulturę organizacji wspiera konfucjanizm; jest to także kultura bardziej skłonna do rezygnacji z indywidualnych celów i roszczeń niż świadomość Zachodu, która zakłada możliwość indywidualnego rozwoju kosztem grupy.
Na świecie istnieją różne kultury organizacyjne. S. Roden wyróżnił następujące ich rodzaje:
- anglosaską;
- germańską;
- nordycką;
- bliskowschodnią;
- arabską;
- dalekowschodnią;
- latynoamerykańską;
- latynoeuropejską;
- kultury nietypowe.

Od momentu opublikowania powyższego podziału w 1986, nastąpiło wiele zmian na mapie światowej (m.in. rozpad ZSRR) i nie można uznać go za aktualny. Wraz z rozwojem organizacji międzynarodowych i wielonarodowych, powstał nowy typ kultury organizacyjnej, którą można określić jako kulturę mix, międzykulturowość, lub wielokulturowość, a odpowiadające mu zarządzanie, to zarządzanie międzykulturowe.
Według J.F.A. Stonera, wielokulturowość to pogląd, że istnieje wiele różnych środków i czynników kulturowych, które mają duże znaczenie dla organizacji. Osoby wywodzące się z rozmaitych środowisk mogą współpracować i być akceptowane w jednej organizacji. Wielokulturowość to takie czynniki kulturowe, jak płeć, rasa, pochodzenie etniczne, sprawność, orientacja seksualna.
Według definicji A. Koźmińskiego, zarządzanie międzykulturowe dotyczy zachowań organizacyjnych w układach międzykulturowych. Zarządzanie międzykulturowe opiera się na założeniu, że kultura wywiera wpływ na sposób odgrywania ról organizacyjnych.
Zdaniem Nancy J. Adler można wyróżnić trzy rodzaje zarządzania międzykulturowego:
- Dominacja kulturowa – polega na narzucaniu innym kultury organizacyjnej organizacji macierzystej. Różniące się od niej wzorce i modele nie są brane pod uwagę.
- Współistnienie kulturowe – polega na szukaniu kompromisu między organizacją macierzystą a jej zagranicznymi filiami i współpracownikami.
- Współpraca międzykulturowa – można ją uznać za model najefektywniejszy. Podstawą współpracy międzykulturowej jest założenie, że kultury mogą się wzajemnie przenikać i uzupełniać. W konsekwencji tego mogą powstać cenne wartości, a różnorodność kulturowa staje się narzędziem rozwoju organizacji.